# Улкс
У̀лкс (на италиански: Oulx (гласната не се произнася според правилата на италианската ортография), на окситански: Ols; на пиемонтски: Ols, Олс, до 1930 от 1960 г. официално Ulzio, Улцио) е малък град и община в Метрополен град Торино, регион Пиемонт, Северна Италия. Разположен е на 1100 m надморска височина. Към 1 януари 2020 г. населението на общината е 3316 души, от които 374 са чужди граждани.